# 3495 Colchagua
3495 Colchagua је астероид са средњом удаљеношћу од Сунца која износи 3,213 астрономских јединица (АЈ).
Апсолутна магнитуда астероида је 11,4.